# Vandal Hearts
Vandal Hearts est un jeu vidéo de rôle tactique japonais développé par Konami Computer Entertainment Tokyo et édité par Konami en 1997, sorti sur PlayStation et également sur Saturn au Japon. Une version Windows a également été développée spécifiquement pour la Corée du Sud.

## L'histoire
L'action se déroule en l'an 1254 sur le continent de Sostagaria où, 15 ans plus tôt, la monarchie en place menée par la dynastie Ashah fut renversée par un groupe de rebelle commandé par Arris le Sage, qui instaura la République d'Ishtaria. Alors qu'il était pressenti pour passer à la tête de la République, Arris le sage disparut mystérieusement.
Ash Lambert, Clint et Diego sont membres des forces de sécurité d’Ishtaria dirigées par Clive, seule personne ayant toujours soutenu Ash, alors que son père trahit Arris le Sage lors de la révolution. Ensemble, ils tentent de restaurer l'ordre dans la République, où règnent désormais la corruption et la criminalité. Le ministre autoritaire de la défense, Hel Spites, fait, lui, régner l'ordre de manière brutale avec son commando d'élite, les Crimson Guards dirigés par son fils Kane. Envoyés en mission par le jeune politicien Dolf sur une île retrouver le général Magnus, un ancien héros de la rébellion disparu, Ash et ses compagnons (dont Eleni, la fille adoptive de Magnus) découvrent qu'il est devenu fou. Cela est dû à une pierre magique donnant de grands pouvoirs, que Magnus souhaitait utiliser pour empêcher Hel Spites de fomenter un coup d'état. Alors qu'ils réussissent à le délivrer, Hel Spites surgit, récupère la pierre magique et déclare que Magnus est un traître, l'envoyant en prison. En tentant d'aider Magnus, Ash et ses compagnons sont trahis par Kira, une mercenaire qui s'était jointe à l'équipe. Magnus doit affronter Dolf, qui servait en réalité Hel Spites, et leur combat crée, à cause de la pierre magique, une faille spatio-temporelle qui emporte Magnus, Ash et deux de ses compagnons. Perdus dans une autre dimension, Magnus succombe à ses blessures et Ash rencontre le sorcier légendaire Zohar, qui réussit à créer un portail de sortie. Ils retournent dans leur monde, où 3 ans se sont écoulés.
Pendant ce temps, Hel Spites prétend que Magnus a été assassiné par des extrémistes des forces de sécurité, est élu premier ministre et instaure un empire autoritaire, massacrant tous ceux qui s'opposent à lui à l'aide des Crimson Guards. Ash, retrouvant ses anciens compagnons, mène désormais avec Clive la rébellion contre Hel Spites. Ash décide de mener un coup d'éclat en attaquant la prison impériale, réputée imprenable, où sont enfermés d'anciens compagnons d'Ash, dont Clint. Kira, apprenant que Clint sera exécuté, est prise de remords et les délivre. La prise de la prison impériale est un succès retentissant, et la rébellion commence à libérer une partie du territoire de l'Empire.
Cependant, les héros apprennent que l'Empire recherche la Bague Royale, qui permettrait de libérer les Flammes du Jugement et ainsi réduire le monde à néant. Ils réussissent à s'en emparer avant l'Empire avec l'aide du père de Diego, mais la remettent à l'Empire pour sauver la vie de Kira. Zohar a cependant eu le temps de lire les inscriptions sur la Bague Royale, qui indique un village lointain dans des montagnes à l'extrême nord du monde connu. Ils s'y rendent, mais le village est attaqué par les Crimson Guards, qui massacrent tout le monde, sauf une petite fille, Leena. Avant de mourir, le grand-père de Leena lui ordonne d'aller au lac pour réveiller l'épée de la destruction, la Vandal Heart. Cette épée maudite est capable de résister aux Flammes du Jugement, mais corrompt son propriétaire.
Sur le point de libérer l'accès à la Vandal Heart, Xeno, le bras droit de Dolf et ancien élève de Zohar, apparaît et envoie Leena dans une faille spatio-temporelle. Eleni se rappelle alors qu'elle est en réalité Leena, qui est ressortie 18 ans dans le passé et est recueillie par Magnus. Ash récupère la Vandal Heart et se met en route vers la capitale de l'Empire, Shumeria, pour affronter Dolf, qui a assassiné Hel Spites peu avant. Arrivé à Shumeria, Ash vainc Kane, mais la Vandal Heart le rend fou, et il blesse grièvement Clive. Celui-ci se confie alors, et lui relève qu'il y a 15 ans, il fut induit en erreur et chargé d'arrêter Arris le Sage pour trahison. Il tua alors Aldor, le père d'Ash, qui protégeait Arris, et ne se rendit compte que plus tard qu'une personne lui avait menti. Cet homme étant mort à la guerre et comme Clive ne souhaitait pas perturber le processus de paix, il n'eut le courage de révéler la vérité, et tenta de se racheter en aidant Ash à se faire une place dans les forces de sécurité.
Ash affronte ensuite Xeno, et enfin Dolf. Celui-ci affirme être le fils d'Arris le Sage et cherche à le venger en détruisant le monde. Dolf perd le combat, mais libère les Flammes du Jugement dans son dernier souffle. Ash réussit à les contenir avec la Vandal Heart, mais disparaît dans un portail spatio-temporel. Après la disparition d'Ash, l'Empire s'effondre définitivement et ouvre la voie à une nouvelle démocratie, où la criminalité reste malgré tout très forte. Les différents compagnons d'Ash reprennent leur vie, certains partant en voyage, d'autres essayant de faire régner l'ordre dans la nouvelle république. Le jeu se finit sur Eleni, chez elle, qui entend soudainement quelqu'un jouer à l'ocarina la même mélodie qu'Ash. Elle sort et s'étonne du retour de quelqu'un, vraisemblablement Ash.

## Personnages
Ash Lambert est le fils d'un chef rebelle décédé, qui trahit jadis Arris le Sage. Sa mère et lui sont par conséquent rejetés, et à la mort de celle-ci, seul Clive, le chef de la sécurité, lui fait confiance et l'embauche dans les forces de la sécurité de la République d'Ishtaria. Il est accompagné par deux amis, Diego et Clint, un guerrier très exigeant depuis la mort de sa femme, et tentent de maintenir l'ordre dans la République, préférant le dialogue à la violence. Ils sont rejoints par Eleni, inquiète pour son père le général Magnus disparu qu'Ash est chargé de retrouver, et Huxley, le protecteur de celle-ci. Kira, une mercenaire, rejoint l'équipe soi-disant pour les aider, mais espionne l'équipe pour le compte de Hel Spites. Après avoir trahi Ash et ses compagnons, elle se repent et combat à leur côté. Grog est un capitaine de bateau devenu alcoolique depuis que son petit frère jaloux de lui est devenu chef des pirates. Tourmenté, il reprend sa vie en main grâce à Ash et tue son petit frère, qui est heureux de mourir de sa main. Dolan est un commandant du groupe du général Magnus, qui rejoint Ash pour savoir pourquoi les autres se sont transformés en zombis. Il est accompagné de Sarah et Amon, deux amis d'enfance à la personnalité opposée (l'une intrépide, l'autre peureux) dont la relation est ambiguë. Zohar est un sorcier vivant dans une faille spatio-temporelle, d'abord indifférent au sort du monde – la précédente rébellion ayant mené à une situation pire – mais finalement convaincu par le combat d'Ash pour un monde meilleur. Darius, dernier personnage à rejoindre le groupe, est un inventeur originaire du même village que Huxley.
Ils sont aidés par le général Magnus, un ancien héros de la rébellion, parti explorer des ruines pour retrouver une pierre magique lui permettant d'être plus puissant et d'empêcher un coup d'état d'Hel Spites, ministre de la Défense. Cependant, le pouvoir de la pierre le rend fou et il succombe de ses blessures en affrontant Dolf, peu après avoir retrouvé la raison grâce à Ash. Hel Spites, principal antagoniste du jeu, est au départ ministre de la Défense, puis devient empereur et instaure un régime autoritaire. Il utilise les Crimson Guards, groupe anti-terroriste commandé par son fils Kane pour arriver à ses fins, et est aidé par Dolf, un puissant magicien.

## Système de jeu
Les combats se jouent au tour par tour: d'abord, tous les personnages du joueur jouent dans n'importe quel ordre, ensuite, les ennemis. Chaque personnage peut se déplacer, examiner le sol pour trouver des objets cachés, et finir son tour en attaquant ou en utilisant un objet. Le but recherché lors d'une mission est variable, de l'anéantissement des ennemis ou du boss à la fuite en un point précis.
Les personnages évoluent grâce à l'expérience qu'ils acquièrent à chaque coup ou objet utilisé. Au niveau 10, ils peuvent changer de classe parmi deux pour devenir plus puissants et se spécialiser dans un domaine précis. Ils peuvent changer à nouveau au niveau 20, mais avec un seul choix possible.
Le jeu est divisé en 6 chapitres contenant chacun plusieurs missions, dont une cachée à laquelle il est possible d'accéder en trouvant une clé cachée dans le sol d'un des niveaux. En débloquant toutes les missions cachées, une mission spéciale apparaît, qui débloque la véritable fin du jeu ainsi qu'une nouvelle classe pour le héros.

## Série
Un deuxième volet, Vandal Hearts II, sort le 30 juin 2000 en Europe. En 2004, le projet d'un troisième volet est pressenti sur Nintendo DS mais Konami n'y donne pas suite.
Le 13 avril 2009, Konami annonce le développement de Vandal Hearts: Flames of Judgment sur Xbox Live Arcade et PlayStation Network. Sorti en début d'année 2010, il s'agit d'un prologue au premier opus de la série.

## Postérité
En 2018, la rédaction du site Den of Geek mentionne le jeu en 30e position d'un top 60 des jeux PlayStation sous-estimés : « Vandal Hearts est un RPG qui offre une expérience très différente de la plupart des titres similaires sur PlayStation, et les joueurs à la recherche d'un challenge plus cérébral devraient l'accueillir à bras ouverts. »